# Zsejkei-csatorna
A Zsejkei-csatorna a Mosoni-síkon, a Kisalföldön ered, Győr-Moson-Sopron vármegyében. A patak forrásától kezdve keleti irányban halad, majd Hédervárnál eléri a Mosoni-Dunát.

## Part menti települések
- Dunaremete
- Lipót
- Ásványráró
- Hédervár